# Куланди (Каракіянський район)
Куланди́ (каз. Құланды) — село у складі Каракіянського району Мангистауської області Казахстану. Адміністративний центр Куландинського сільського округу.
Населення — 1633 особи (2021; 1286 у 2009, 642 у 1999, 540 у 1989).